# Francesco Filelfo
Francesco Filelfo da Tolentino (Tolentino, 25 de julho de 1398 — Florença, 31 de julho de 1481) foi um humanista, filólogo, erudito, pedagogo poeta, tradutor helenista e escritor italiano. Na época do seu nascimento, Petrarca e seus alunos já haviam dado os primeiros passos para a redescoberta dos inúmeros autores antigos romanos, e libertado até certo ponto a escolástica latina das restrições dos períodos anteriores. Filelfo estava destinado a prosseguir o esforço deles no campo da literatura latina, e a se tornar um agente importante para a redescoberta, ainda que modesta, da cultura grega.

## Biografia
Em 1416-1417, Filelfo inicia na Universidade de Pádua seus estudos de gramática, retórica e de língua latina, e teve como professores Gasparino Barzizza e Paolo Vêneto (1369–1429). Alí teve a oportunidade de entrar em contato com Jorge de Trebizonda (1395-1486) e com André Chrysobergès, com quem fez grandes amizades. A partir de 1417, quando ele tinha apenas 18 anos, sua reputação literária era tamanha que ele foi convidado a ensinar eloquência e filosofia moral em Veneza. Como era tradição então na Itália, ele deu aulas sobre a linguagem e a beleza dos principais autores latinos, Cícero e Virgílio, considerados os mestres da ciência moral e da elegante retórica.

### Cidadão veneziano
Aceito pela sociedade dos principais literatos e pelos patrícios venezianos mais eminentes, foi-lhe oferecido uma cátedra para ensino público em Vicenza, e em 1419, graças à influência do seu patrono Leonardo Giustiniani sobre o senado, é nomeado para o importante cargo de notário e chanceler para assuntos administrativos e feudais dos venezianos em Constantinopla. Para esta nomeação, que era muito cobiçada pelos jovens eruditos contemporâneos desejosos de aquirir localmente o conhecimento da língua e da literatura grega, Filelfo havia se preparado há muito tempo, e isso envolveu, segundo João Crisoloras de Constantinopla, a intervenção do seu professor Guarino Veronese, que entre 1403-1406 havia ocupado esse posto nessa cidade. Com a preparação necessária para a conquista do cargo de secretário do chanceler, Filelfo tornou-se cidadão de Veneza em 14 de Julho de 1420, e embarcou para a capital bizantina no final desse mesmo mês. Foi nesse período que ele se casou com Teodora Crisoloras, sobrinha de Manuel Crisoloras, o erudito bizantino que pela primeira vez ensinou grego em Florença, e por recomendação deste último, foi usado em muitas missões diplomáticas pelo imperador João VIII Paleólogo.

### Em Constantinopla
Chegou a Constantinopla no final de 1420, e imediatamente se coloca a serviço de João Crisoloras, sobrinho do célebre Manuel Crisoloras, morto em Constança em 1415. Ao mesmo tempo assume o cargo de secretário do chanceler Benedetto Emo (1421-1423), posto que o levou a participar de inúmeras missões diplomáticas. Assim, no final de 1421, ele acompanhou Emo em sua viagem junto ao sultão otomano Murade II (1404–1451), candidato apoiado por Veneza para a sucessão de Maomé I, o Cavalheiro (1389–1421), que havia falecido, enquanto que os bizantinos apoiavam o pretendente Mustafá, o Cavalheiro, irmão de Murade. Esta missão foi muito dolorosa para o pupilo de João Crisoloras. A vitória final de Murade II resultou no cerco de Constantinopla por este último, na primavera de 1422. Foi durante o grande assalto de 22 de Agosto de 1422, que João Crisoloras, professor de Filelfo, doente de morte, dita a ele seu testamento. Nomeado por este último como um dos seus executores testamentários, na mesma época que a viúva, Manfredina Doria, o nomeou co-guardião e tutor das filhas ainda menores de Crisoloras.
Em Constantinopla teve como colegas de universidade Genádio Escolário (1400–1473) e o cardeal Bessarion. Francesco Barbaro também foi seu patrono.

### Veneza, Bolonha e Florença
Em 24 de agosto de 1427 aceitou novo convite das autoridades venezianas para retomar a sua carreira universitária. Desde então, deu aulas nos principais centros de educação da cultura italiana: Veneza, Milão, Florença, Siena, intercaladas por aulas em universidades, publicações, amizades com altos dignitários e debates com seus adversários. Foi um homem de grande vigor físico, com inexaurível energia intelectual, com paixões violentas e muito ambicioso: orgulhoso, ávido de glória, inquieto, e sempre envolto em querelas com os eruditos de sua época.
Quando viajou para Veneza levou consigo grande quantidade de manuscritos gregos, tal como ficamos sabendo por referências suas em uma carta endereçada a Ambrogio Traversari em 13 de Junho de 1428: obras de Plotino, Aristóteles, Cláudio Eliano, Aristides, Dionísio de Halicarnasso, Estrabão, Hermógenes de Tarso (160-225), Tucídides, Plutarco, Homero, Filóstrato, Luciano, Píndaro, Arato, Eurípides, Teócrito, Hesíodo, Demóstenes, Ésquilo, Políbio e outros.
Ao retornar a Veneza com sua família encontrou dizimada a população da cidade por causa da peste. Em 13 de Fevereiro de 1428 se estabeleceu em Bolonha, dando aulas na Universidade, onde os contrastes políticos não prenunciaram clima favorável para sua permanência. A cidade fora cercada pelo exército do Cardeal Capranica (1400-1458) e Filelfo logo se transferiu para Florença (1429-1433), sendo esse o período mais intenso da sua vida. Durante a semana ensinava sobre os principais autores da língua latina (Cícero e Lívio, e aos domingos dava aulas sobre Dante aos frequentadores da Igreja de Santa María del Fiore. Carlo Marsuppini e Niccoló Niccoli foram seus alunos nesse período. Teve grande atividade como tradutor de textos gregos, principalmente de Homero, Aristóteles, Plutarco, Hipócrates, Xenofonte e Lísias.
Devido ao seu temperamento teve de enfrentar-se com Cosimo de' Medici e seus parentes. Quando Cósimo foi exilado em 1433, depois dos enfrentamentos com a Família Albizzi, Filelfo recebe uma condenação de morte pelo governo florentino. Com o retorno dos Medici a Florença, sua vida corria risco, e então aceitou convite da cidade de Siena, para onde se mudou e permaneceu quatro anos, de 1434 a 1438.

### Milão

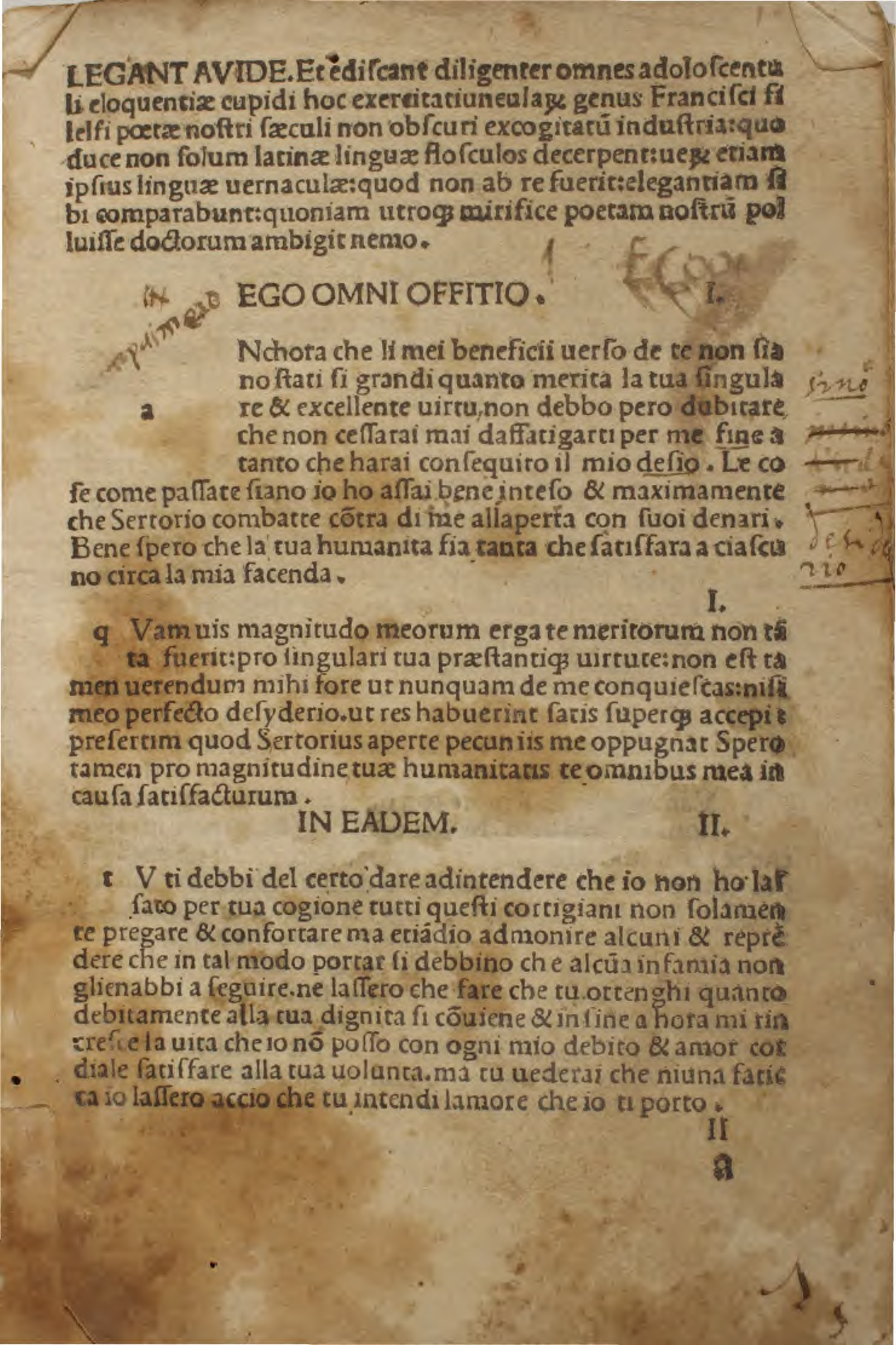
Exercitatiunculae, 1448

Cresceu tanto a sua fama como educador que Filelfo recebeu muitas ofertas de vários príncipes e governos. Em 1440, recebeu um convite do príncipe de Milão, Filippo Maria Visconti (1392-1447). A vida de Filelfo em Milão ilustra o aspecto multifacetário do estudioso na vida dessa época. Parte de seus deveres era homenagear seu príncipe e mecenas com panegíricos e obras épicas, escrever invectivas contra seus inimigos, e escrever poemas sobre seus temas favoritos e odes fúnebres para os cortesãos importantes. Filelfo continuou com suas traduções do grego e com suas próprias guerras pessoais, em escritos e disputas, com inúmeros adversários de Florença. Escreveu panfletos políticos sobre os grandes eventos da história italiana e permaneceu em contato com os mais altos políticos e diplomatas da época. Quando Constantinopla foi assediada pelos turcos, ele procurou a libertação da sua sogra, Manfredina Doria, mediante uma carte que escreveu ao sultão Maomé II.
Durante o segundo ano de sua estadia em Milão, perdeu a primeira sua esposa, que morreu em 3 de Maio de 1441. Pouco depois, contraiu matrimônio com Orsina Osnaga (que morreu em 6 de Janeiro de 1448), pertencente a uma famosa família de Milão. Ao enviuvar pela segunda vez, casou-se com Laura Magiolini.
As orações e poemas escritos sob encomenda representavam um fluxo contínuo de pagamentos extras em torno de 700 florins de ouro, de modo que conseguiu acumular fortuna considerável. Porém, como utilizava o dinheiro com uma vida esplendorosa e de alto nível, vivia constantemente em dificuldades financeiras, pedindo continuamente trabalhos e meios de sobrevivência a seus patronos e mecenas.
Quando Filippo Maria Visconti morreu, Filelfo, depois de um breve período de dúvida, estabeleceu aliança com Francesco Sforza (1401-1466), novo príncipe de Milão. Quis dedicar a ele um poema épico, a Sforziade: escreveu 12.800 versos, mas não chegou a publicá-lo.

## Últimos anos: Roma, Milão e Florença
Quando morreu Francesco Sforza, Filelfo tinha 77 anos de idade. Não obstante, na segunda metade de 1475 cruzou os Apeninos e chegou a Roma, onde se colocou a serviço do Papa Sisto IV, assumindo a cátedra de retórica. Apesar do ótimo começo na cidade, a harmonia com o papa durou pouco, e um ano depois deixou Roma e retornou para Milão.
Quando chegou a Milão, descobriu que a sua terceira esposa havia morrido em decorrência da peste (1476), sem que ele o soubesse, e já havia sido enterrada. Pensou em retornar a Florença, esperando que a hostilidade com os Medici tivesse diminuído com o passar dos anos. Para obter o favor do senhorio, durante a conspiração dos Pazzi, onde haviam tentado o assassinato de Lorenzo de' Medici (1449-1492), em 1478, escreveu ao Papa Sisto IV denunciando tal conspiração. Lorenzo convidou Filelfo para dar aulas de grego em Florença e Filelfo aceitou. Pouco tempo depois de lá chegar em 1481, Filelfo morreu. Foi sepultado na Basílica da Santíssima Anunciada em Florença. Lorenzo de' Medici comprou a maioria dos manuscritos que pertenciam a Filelfo, e que hoje se encontram na Biblioteca Laurenciana.

## Pensamento e legado
Filelfo merece ser lembrado como um dos maiores humanistas italianos não pelo seu estilo ciceroniano, nem tampouco pela sua genialidade, ou pela perspicácia dos seus ensinamentos, mas pela sua energia e completa adesão à sua época. Foi um homem com ampla erudição, ainda que mal assimilada; seus conhecimentos sobre os autores antigos foram extensos, porém superficiais; não foi de uma imaginação brilhante, nem sublime no âmbito da retórica. Possuía grande quantidade de manuscritos, sobretudo gregos. Em suas anotações marginais podemos constatar a leitura contínua e intensa das obras dos autores antigos e bizantinos.
Sobrevivem ainda 2000 cartas suas em latim e umas 100 em grego. Uma edição completa das cartas em grego de Filelfo foi realizada pela primeira vez, com uma tradução para o francês, por Émile Legrand (1841-1903) (Paris, Publications de l'École des langues orientales) em 1892.

## Obras
- Orationes et opuscula (Basileia, 1498)
- Odae (1497)
- Orationes et nonnulla alia opera, Plutarchi apophthegmata, ab eodem e Graeco in Latinum con versa (1481)
- Satyrarum Hecatosticon prima decas (decades decem) (1476)
- Satyrarum decades deceni (Veneza, 1502)
- Satyrae centum distinctae decem decadibus Catholicis passim refertoe sententiis: praemissa authoris vita ab Egid. Perrino Campano, &c.” Paris, 1508.
- Epistolarum familiarum libri triginta septem Veneza, 1502.
- Fabulae, Veneza, 1480.
- Appiani Alexandrini historiæ (obra em latim).
- Conviviorum libri duo, Paris, 1552.
- Carminum libri V, Brescia 1497.